# Ivo Andrić nemzetközi gyorsvonat
Az Ivo Andrić nemzetközi gyorsvonat a budapesti Keleti pályaudvar és Belgrád Központi pályaudvar között közlekedett irányonként napi 1 indulással. A vonatot a MÁV üzemeltette (vonatszám: 342/343).

## Története
1996/1997-es menetrendváltástól közlekedik Budapest és Belgrád között InterCityként
1999/2000-es menetrendváltástól már gyorsvonatként közlekedik. 2003/2004-es menetrendváltással megszűntették.
2008/2009-es menetrendváltással újrainditották, de csak nyári szezonban közlekedik.
2009-2010-es menetrendváltástól  újra egész évben közlekedik kelebiai sebesvonatok menetrendjében Kelebiáig. Budapest-Keleti pályaudvartól Kunszentmiklós-Tassig csak Ferencvárosban és Pesterzsébeten áll meg. Kunszentmiklós-Tasstól Kelebiáig mindenhol megáll.
A szerb vasúti pályafelújítás miatt a vonat csak Újvidékig járt, és Kelebián át kellett szállni egy másik vonatba. A 2020-as koronavírus-járvány miatt ideiglenesen csak Kelebiáig közlekedik. Nyáron egy rövid ideig újraindult Budapest és Szabadka között, de július 14-étől újra csak belföldön járt. 2021. június 1-jétől a vonat ismét Szabadkáig közlekedik (kelebiai átszállással).
2021. december 12-étől a vonat csak Kelebia és Szabadka között közlekedik név nélküli személyvonatként. Budapest és Kelebia között új személyvonatok pótolják, az átszállás Kelebián biztosított.

## Vonatösszeállítás
Megszűnése előtt Kelebia felé MÁV V43 sorozat mozdonnyal, két-két BDd/BDbh és Bpmee sorozatú kocsival adták ki, míg Budapest felé általában Stadler FLIRT, vagy fecske Bhv-kocsikban lehetett utazni.
Kelebia és Szabadka között a szerb vasút 711-es sorozatú motorvonata járt. Szabadka és Belgrád között nem közlekedett.

## Megállóhelyei
- Budapest-Keleti
- Ferencváros
- Pesterzsébet
- Kunszentmiklós-Tass
- Bösztör
- Szabadszállás
- Fülöpszállás
- Soltszentimre
- Csengőd
- Tabdi
- Kiskőrös
- Soltvadkert
- Pirtói szőlők
- Pirtó
- Kiskunhalas
- Balotaszállás
- Kisszállás
- Tompa
- Kelebia
- Subotica (Szabadka)
- Žednik (Újnagyfény)
- Bačka Topola (Topolya)
- Vrbas (Verbász)
- Zmajevo (Ókér)*
- Novi Sad (Újvidék)
- Inđija (Ingyja)
- Stara Pazova (Ópazova)
- Novi Beograd (Újbelgrád)
- Beograd-Centar (Belgrád-Központi)

A *-gal jelzett állomásokon csak Budapest felé állt meg.